# Circuit de Wallonie 2018
Il Circuit de Wallonie 2018, cinquantaduesima edizione della corsa, valido come evento dell'UCI Europe Tour 2018 categoria 1.2, si svolse il 27 maggio 2018 su un percorso di 176,9 km, con partenza ed arrivo a Mont-sur-Marchienne. Fu vinto dal danese Mikkel Honoré, che terminò la gara in 4h 01' 11" alla media di 44,01 km/h, battendo il connazionale Niklas Larsen e, terzo, il britannico Ross Lamb.
Dei 144 ciclisti iscritti furono 143 a partire e 102 a completare la gara.

## Squadre partecipanti
| N.      | Cod. | Squadra                       |
| ------- | ---- | ----------------------------- |
| 1-7     | MET  | Metec-TKH p/b Mantel          |
| 11-16   | CCD  | Differdange-Losch             |
| 21-26   |      | Lotto-Soudal U23              |
| 41-47   |      | Dragopaint-Naturablue CT      |
| 51-57   |      | Home Solution-Anmapa          |
| 61-67   |      | Mysenlan-Spie-Douterloigne CT |
| 71-77   | AAS  | Ago-Aqua Service              |
| 81-87   | ASF  | Asfra Racing Team Oudenaarde  |
| 91-96   | TDA  | Dauner D&DQ-Akkon             |
| 101-107 |      | United CT                     |
| 111-115 |      | Team Embrace The World C.     |
| 121-127 |      | Crabbe Toitures-CC Chevigny   |

| N.      | Cod. | Squadra                        |
| ------- | ---- | ------------------------------ |
| 131-137 | PCW  | T.Palm-Pôle Continental Wallon |
| 141-147 | TWA  | Team Waoo                      |
| 161-167 | STF  | Start-Gusto                    |
| 171-177 | DES  | Destil-Parkhotel Valkenburg    |
| 181-186 | USA  | Selezione statunitense         |
| 191-197 | LPC  | Leopard Pro Cycling            |
| 201-206 | ALE  | Alecto Cyclingteam             |
| 211-217 |      | Nano Development Team          |
| 221-226 |      | VL Technics-Experza-Abutriek   |
| 231-237 |      | Prorace Cycling Team           |
| 241-247 |      | Efc-L&R-Vulsteke               |

## Ordine d'arrivo (Top 10)
| Pos. | Corridore         | Squadra          | Tempo    |
| ---- | ----------------- | ---------------- | -------- |
| 1    | Mikkel Honoré     | Team Waoo        | 4h01'11" |
| 2    | Niklas Larsen     | Team Waoo        | a 7"     |
| 3    | Ross Lamb         | T.Palm-Pôle      | s.t.     |
| 4    | Szymon Rekita     | Leopard          | s.t.     |
| 5    | Viktor Verschaeve | EFC-L&R          | s.t.     |
| 6    | Kobe Goossens     | Lotto-Soudal U23 | a 13"    |
| 7    | Bas van der Kooij | Alecto           | a 26"    |
| 8    | Arne Marit        | Lotto-Soudal U23 | s.t.     |
| 9    | Adam Lewis        | T.Palm-Pôle      | s.t.     |
| 10   | Rohan du Plooy    | Crabbe Toitures  | s.t.     |